# كوستانزانا
كوستانزانا هي بلدية في مقاطعة فرشيلي التابعة لإقليم بييمونتي الإيطالي، تقع على بعد حوالي 60 كيلومتر (37 ميل) إلى الشمال الشرقي من مدينة تورينو وحوالي 10 كيلومتر (6 ميل) إلى الجنوب الغربي من فيرتشيلي.

## السكان
في سنة 1861 بلغ عدد السكان 2٬575 نسمة، وتطور العدد ليصل في سنة 2011 لـ 816 نسمة.
يظهر هذا المخطط البياني تطور النمو السكاني لـ كوستانزانا